# Lancun Road
Lancun Road (蓝村路; Pinyin: Láncūn Lù) is een station van de metro van Shanghai in het district Pudong. Het station wordt bediend door lijn 4 en lijn 6. 
Het ondergronds station ligt aan de kruising van Dongfang Road en Lancun Road in het westen van Pudong. Het station is van op straatniveau bereikbaar via drie verschillende ingangen. Het station heeft voor elke lijn een eilandperron tussen de twee sporen van de lijn. De overstap tussen de lijnen kan enkel via de zone achter de betaalautomaten in de inkomhal.
Het metrostation van Lancun Road werd op 31 december 2005 ingehuldigd als de voorlopige oostelijke terminus van lijn 4. Die lijn, een lusvormig traject zou als dusdanig pas twee jaar later volledig openen, wat het gevolg was van een ernstig werfongeluk bij Dongjiadu Road op 1 juli 2003. Er ontstond daar een breuk in de bekisting van de tunnel en waterinsijpeling uit een aquifer bij de bedding van de Huangpu Jiang tijdens de werken. De eerste jaren was het station dus een station waar men enkel lijn 4 kon nemen in noordelijke richting. Op 29 december 2007 werd zowel het volledige lusvormig traject van lijn 4 in gebruik genomen als ook de halte voor lijn 6.
← Yishan Road · Shanghai Indoor Stadium · Shanghai Stadium · Dong'an Road · Damuqiao Road · Luban Road · South Xizang Road · Nanpu Bridge · Tangqiao · Lancun Road · Pudian Road · Century Avenue · Pudong Avenue · Yangshupu Road · Dalian Road · Linping Road · Hailun Road · Baoshan Road · Station Shanghai · Zhongtan Road · Zhenping Road · Caoyang Road · Jinshajiang Road · Zhongshan Park · West Yan'an Road · Hongqiao Road → 

Lijnen van de metro van Shanghai: 1 · 2 · 3 · 4 · 5 · 6 · 7 · 8 · 9 · 10 · 11 · 12 · 13 · 14 · 15 · 16 · 17 · 18 · Pujiang Line
Gangcheng Road · North Waigaoqiao Free Trade Zone · Hangjin Road · South Waigaoqiao Free Trade Zone · Zhouhai Road · Wuzhou Avenue · Dongjing Road · Jufeng Road · Wulian Road · Boxing Road · Jinqiao Road · Yunshan Road · Deping Road · Beiyangjing Road · Minsheng Road · Yuanshen Stadium · Century Avenue · Pudian Road · Lancun Road · Shanghai Children's Medical Center · Linyi Xincun · West Gaoke Road · Dongming Road · Gaoqing Road · West Huaxia Road · Shangnan Road · South Lingyan Road · Oriental Sports Center

Lijnen van de metro van Shanghai: 1 · 2 · 3 · 4 · 5 · 6 · 7 · 8 · 9 · 10 · 11 · 12 · 13 · 14 · 15 · 16 · 17 · 18 · Pujiang Line